# 臨床
臨床（りんしょう、英語: clinic）とは、狭義には医学・歯学・看護学等の医療分野において、また最近では心理学・教育学・社会学・法学等の学問領域においても、医療・教育・カウンセリングその他の介入を行う「現場」、あるいは「現場を重視する立場」を指す。
例えば医学においては患者を扱う実用的学問（実学）として「臨床医学」が存在し、「基礎医学」「社会医学」と鼎をなす。同様に、教育現場で生じた事象を扱う教育学の一分野として「臨床教育学」が提唱されている。
clinicの語源は、人がその上に横たわる寝台やベッドを意味するギリシャ語"κλινη"に見られる。ラテン語clinicusを経て英語clinicが初めて登場した17世紀には医学用語というよりは宗教用語であり、「死まで洗礼を先延ばしにする人」の意味で用いられた。19世紀に英国で医学教育が合法化されるに際し、当時用いられていた用法に反してclinicの語が紀元前3〜5世紀のヒポクラテスに遡る臨床医学を指す太古の尊い言葉として用いられている。20世紀初頭の米国においては最新の科学や現代的な経営技術を用いて1対1で知識を授ける場を広義の「クリニック」と呼ぶようになり、「文法クリニック」「ドラムクリニック」などの濫用が見られるようになった。
臨床試験については「臨床試験」を参照のこと。

## 臨床医学
医学系
- 消化器病学 - 循環器学 - 呼吸器学 - 肝臓学 - 腎臓学 - 内分泌学 - 血液学 - 神経学 - 産婦人科学 - 泌尿器科学 - 耳鼻咽喉科学 - 皮膚科学 - 眼科学
- 胸部外科学 - 脳神経外科学
- 産科学 - 小児科学 - 老年医学
- 内科学 - 外科学 - 診断学 - 症候学 - 形成外科学 - 整形外科学 - リハビリテーション医学 - 麻酔科学 - 放射線医学 - 再生医学 - 救急医学 - 予防医学
- リウマチ学 - アレルギー学 - 精神医学 - 心身医学 - 腫瘍学 - スポーツ医学

歯学系
- 口腔診断学
- 咬合学
- 歯科補綴学
- 保存修復学
- 口腔内科学
- 口腔外科学（顎顔面再建学）
- 歯周治療学（歯周病態学）
- 歯内療法学
- 歯科矯正学
- 小児歯科学
- 歯科放射線学
- 歯科麻酔学
- 審美歯科学
- 歯科インプラント学
- 口腔再生学

伝統医学系
- 中医学 - 韓医学 - 証
- 経絡 - 刺絡
- 柔道整復術

## 臨床薬理
- 臨床薬理学

## 臨床心理
- 臨床心理学
- 臨床社会心理学

## 臨床教育
- 臨床教育学
- 臨床教科教育学